# It Only Hurts When I'm Breathing
«It Only Hurts When I'm Breathing» (en español: «Solo duele cuando respiro») es una canción grabada por la cantante canadiense Shania Twain para su cuarto álbum de estudio Up! (2002). La canción fue escrita y producida por Twain y el productor Robert "Mutt" Lange. Se lanzó como quinto y último sencillo del álbum en las estaciones de radio country a principios de 2004. A pesar de que nunca se publicó comercialmente en un formato físico, se encontraba disponible una versión en vivo de la canción desde el especial Live in Chicago que se podía comprar digitalmente a través de Internet.
"It Only Hurts When I'm Breathing" es la única balada de congoja del álbum Up!.

## Vídeo musical
El videoclip de filmó totalmente en vivo en el concierto especial de Twain Live in Chicago. La dirección se acredita a Beth McCarthy-Miller. Fue el segundo de los dos videoclips filmados en vivo de Up!, después de She's Not Just a Pretty Face, por esta razón tenía la mínima rotación en la televisión, obligando a Mercury Records a lanzar el vídeo de When You Kiss Me en Norteamérica.

## Recepción
It Only Hurts When I'm Breathing debutó en el Billboard Hot Country Singles & Tracks el 21 de febrero de 2004, en el número 50. Se mantuvo por veinte semanas en la lista y alcanzó su posición máxima el 15 de mayo de 2004, en el número 18, donde permaneció durante tres semanas.
El sencillo se convirtió en el vigésimo primer top 20 de Twain en la lista country.
En la radio Adult Contemporary, debutó en el número 29, el 10 de abril de 2004. Alcanzó su posición máxima el 29 de mayo del mismo año en el número 16, donde permaneció durante cuatro semanas no consecutivas.
It Only Hurts When I'm Breathing se convirtió en el octavo sencillo top 20 consecutivo de Twain en esta lista.

## Versiones
- Red Album Version (3:19)
- Green Album Version (3:19)
- Blue Album Version (3:39)
- Live from Up! Live in Chicago (3:41)

## Posicionamiento
| Listas                                       | Posición Alcanzada |
| -------------------------------------------- | ------------------ |
| EE.UU Billboard Hot Country Singles & Tracks | 18                 |
| EE.UU Billboard Adult Contemporary           | 16                 |
| EE.UU Billboard Hot 100                      | 71                 |
| EE.U Billboard Hot 100 Airplay               | 69                 |